# Expresslinga

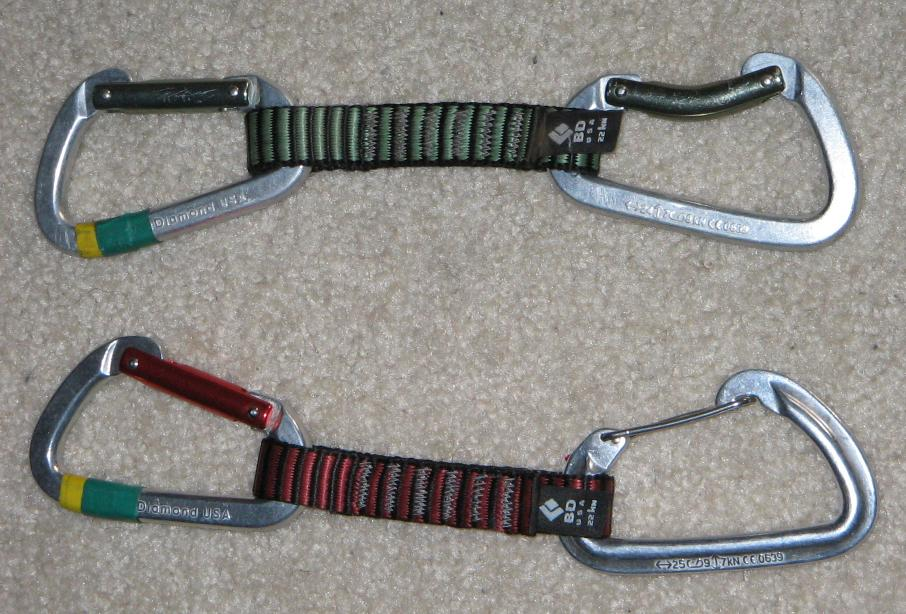
Två expresslingor eller Quickdraws. Den övre har en solid grind medan den undre har en wiregrind.

Expresslinga eller Quickdraw, även kortslinga är en anordning med två karbinhakar som är sammanlänkade med en nylonslinga och används som en länk mellan berget och repet vid klättring.